# 扎里奇內軍營襲擊
2023年11月3日，俄羅斯武裝力量對在烏克蘭扎波羅熱州的扎里奇內村，正在授勳中的第128山地突擊旅發射了一枚9K720伊斯坎德爾飛彈，該村距離前線約20公里。
3天後，該旅宣佈有19名士兵在該次攻擊中喪生。

## 襲擊
2023年11月3日，第128山地突擊旅的指揮部在導彈部隊和砲兵日召集一群軍人進行授勳。約當地時間早上10時至11時，在軍人集結過程中，一枚由俄軍發射的9K720伊斯坎德爾飛彈襲擊授勳儀式地點。
根據烏克蘭獨立媒體《Hromadske》的報導，當軍人們在等待128山地突擊旅的指揮官德米特羅·利修克（Дмитро Лисюк）上校的到來時，他卻在授勳儀式中遲到，此時攻擊發生。事後，俄羅斯的宣傳Telegram頻道在網路上散播了一段可能是第128旅被攻擊地點的影片，影片中可以看到俄軍的無人機正在監視烏軍。

## 遇難者
根據志願兵「瓢蟲營」的指揮官魯斯蘭·卡加涅茨（Руслан Каганец）在11月4日的初步報告中透露，該旅有超過22名士兵在攻擊中陣亡，並且有11名當地居民受傷。隨後在11月5日，前烏克蘭最高拉達議員米哈伊洛·沃列涅茨（Михайло Волинець）進一步報告指，此次攻擊導致28人喪生和53人受傷。
11月6日，第128山地突擊旅證實這次襲擊，並表示該旅有19名軍人在襲擊中喪生。
在這次攻擊中喪生的遇難者包括：烏克蘭退伍軍人事務部的員工謝爾蓋·庫茲涅夫（Сергій Кузнєв），炮兵排的指揮官德米特羅·米柳廷（Дмитро Мілютін），第128旅的副指揮官安德烈·塔拉先科 （Андрій Тарасенко）中校，以及前赫梅利尼茨基州地區補給和社會支援中心主任弗拉基米爾·沃茲尼（Володимир Возний）。
外喀爾巴阡州州長維克多·尼基塔（Віктор Микита）宣佈，從11月6日起，外喀爾巴阡州將為因攻擊而喪生的人哀悼三天。

## 調查
11月4日，烏克蘭武裝力量戰略通訊中心確認對128旅的攻擊。烏克蘭國防部長魯斯捷姆·烏梅羅夫下令調查在前線區域進行授勳儀式的情況。
烏克蘭總統弗拉基米爾·澤連斯基在11月5日晚間的視訊致詞中，向遇難者家屬表示哀悼，並表示宣佈已針對此攻擊啟動刑事訴訟。
在11月6日晚，烏克蘭總統澤連斯基和烏克蘭武裝部隊總參謀部發表聲明，表示第128旅的指揮官德米特羅·利修克曾帶領士兵們集結，現已被免除職務。
11月14日，烏克蘭國防部的主要調查機構向國防部長烏梅羅夫報告襲擊的調查結果。烏梅羅夫表示「我們現在已經清楚地知道當時發生了什麼以及如何發生。我們找出導致悲劇的原因以及如何避免悲劇再次發生。」報告指出，偽裝規則和其他安全措施被忽視。烏梅羅夫表示，正在由烏克蘭國家調查局進行調查，並已指示烏克蘭武裝部隊總參謀部「檢查部門是否遵守安全協議」。烏梅羅夫在發帖評論中指出，任務包括「調整宣佈獎勵和頒發獎章的程序」。

## 報復
11月21日，烏克蘭武裝部隊為了報復俄軍對扎波羅熱州第128旅的導彈攻擊，其在俄羅斯的導彈部隊和砲兵日對在位於俄佔赫爾松的第810海軍步兵旅集結地進行導彈攻擊。當時現場正舉行音樂會，結果大約25名俄軍喪生，據稱正在為俄軍表演的俄羅斯藝人波琳娜·曼希赫（Полина Меньших）也在襲擊中死亡，還有近百人受到了不同程度的傷害。